# Спомен-чесма у Јарку
Спомен-чесма у Јарку је подигнута као знак захвалности Шапчана, а у част учесника и жртава Крвавог марша који је започео 24. септембра 1941. године. Спомен-чесма и место некадашњег логора представљају непокретно културно добро као знаменито место. 

## Крвави марш
Крвави марш је био знак одмазде Немаца над грађанима Шапца, због губитака приликом борби за ослобођење града. Тада су око 5.000 грађана, старости од 14 до 70 година, натерани да пређу пут од Шапца до Јарка, који су удаљени 23 километра. У Јарку је формиран привремени концетрациони логор у коме су мучени вишедневно жеђу, глађу, батинањем, пуцањем преко глава. Мештани села Јарка издејствовали су одобрење код команде концентрационог логора да могу похапшеним пружити помоћ. Вода, коју су им сељаци из Јарка на колима доносили од 28. септембра, спасила је од смрти многе Шапачане.

Као знак захвалности за помоћ, на раскрсници путева Рума-Шабац-Сремска Митровица, после Другог светског рата Шапчани су поклонили спомен чесму на којо је урезан текст:

ЗА ВОДУ

ЗА ЉУБАВ

ЗА БРАТСТВО

1941

ЗАХВАЛНИ ШАПЧАНИ